# Terremoto de Gulang de 1927
El terremoto de Gulang de 1927 ocurrió a las 06:32 hora local del 23 de mayo de 1927. Este evento de magnitud 7,6 tuvo un epicentro cerca de Gulang, Gansu en China. Hubo 40.912 muertes.Se sintió hasta a 700 kilómetros de distancia.

## Geología
La colisión continental entre la Placa India y la Placa Euroasiática ha formado el Himalaya y la gran zona elevada de la Meseta Tibetana. La parte nororiental del Tíbet se ve afectada por la expansión lateral hacia el este de la meseta tibetana. Esta expansión se ve acomodada por una serie de fallas siniestrales de rumbo, incluidas las fallas de Altyn Tagh, Haiuyan, Kunlun y Xianshuihe, combinadas con empujes en la falla de Longmenshan. El terremoto rompió el complejo sistema de fallas de cabalgamiento en la zona transpresional de las montañas Qilian, formado en una curva de contención en la falla Haiyuan.Otro segmento de la falla de Haiyuan fue responsable del terremoto de Haiyuan de 1920.

## Daños
En la zona de mayor intensidad, todas las viviendas trogloditas y el 90% de las casas quedaron destruidas. En Gulang, casi lo único que quedó en pie fue una sección de las murallas de la ciudad de 20 metros de largo y algunos arcos decorados. En el condado de Gulang murieron 4.000 personas y 30.000 animales domésticos. En Wuwei, la mayoría de las murallas de la ciudad se derrumbaron al igual que muchos templos, torres y casas civiles, murieron 35.000 personas y 200.000 caballos y bueyes. En el área alrededor de Yongchang muchas escuelas primarias, fuertes, aldeas cercadas y templos fueron destruidos, matando a 809 personas. En el condado de Shandan, más de 5.800 casas fueron destruidas y muchas viviendas trogloditas se derrumbaron, dejando 886 personas muertas.
El terreno estaba extensamente agrietado, con fisuras de hasta 14 kilómetros de largo, de 6 a 13 metros de ancho y 7 metros de profundidad. Un gran deslizamiento de tierra en Dongchuan sepultó varias aldeas y bloqueó la carretera durante un año.

## Características
La magnitud de este terremoto se ha calculado de diversas formas como 7,6 en la escala de magnitud de momento y de 8,0 a 8,3 en la escala de magnitud de onda superficial.El terremoto fue el resultado de la ruptura simultánea de fallas de empuje y de deslizamiento. Tres zonas de rupturas superficiales estuvieron asociadas con el terremoto. Se produjeron desplazamientos laterales izquierdos de 2,4 a 7,5 metros a lo largo de un segmento de 120 kilómetros de la falla de Lenglongling. Se produjo una ruptura de 23 kilómetros de largoen el extremo oriental de la falla Huangcheng-Shuangta con desplazamientos de 0,1 a 2,8 metros. La ruptura de la falla Huangcheng-Shuangta comprendió un deslizamiento inverso. La falla de la cuenca sur de Wuwei produjo 42 kilómetros de desplazamientos verticales en el rango de 0,6 a 2,8 metros.